# Mikroklin

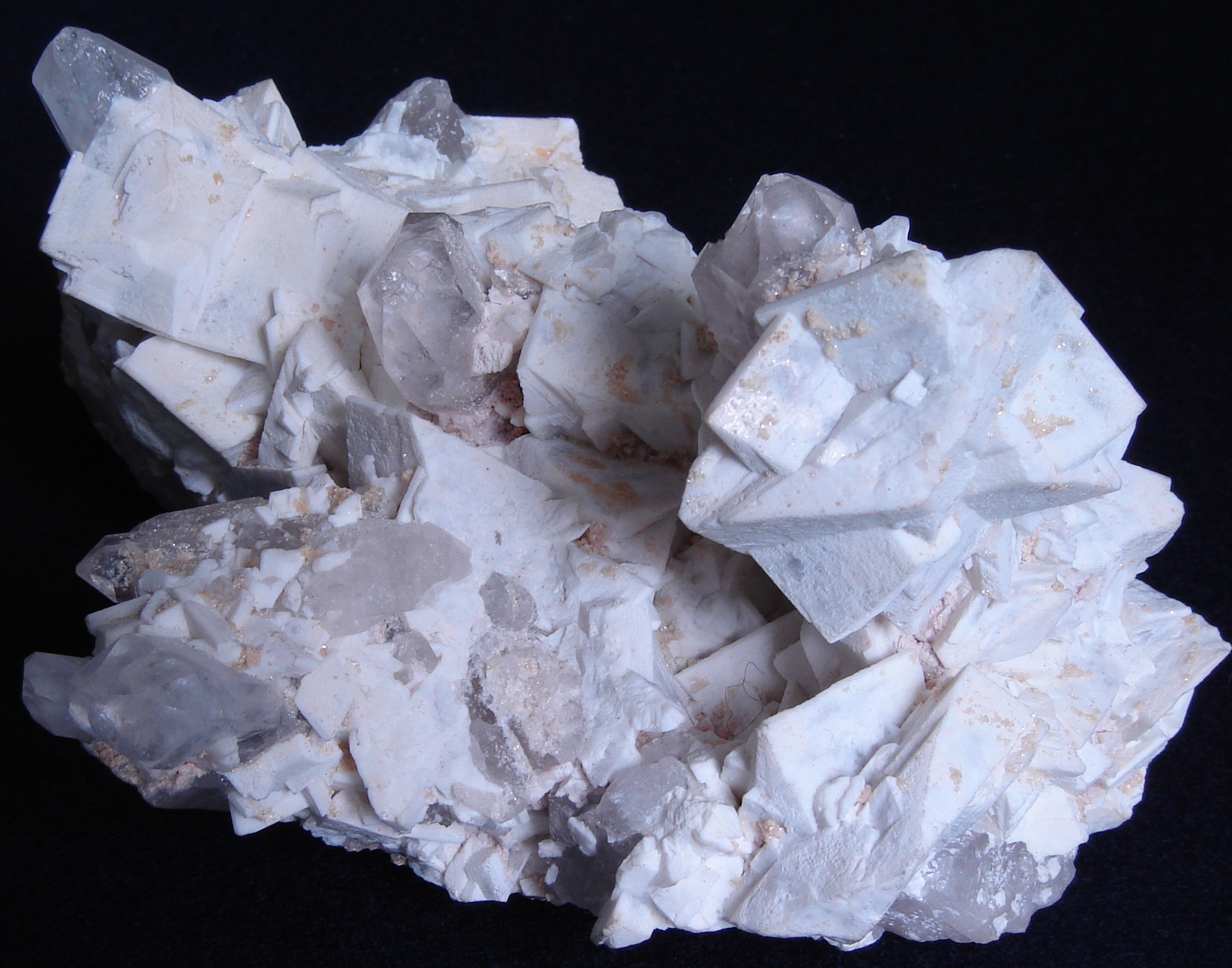

Mikroklin – minerał z grupy krzemianów. Jest jedną z trzech (oprócz sanidynu i ortoklazu) odmian polimorficznych skalenia potasowego. Jest minerałem bardzo pospolitym; stanowi ważny składnik pegmatytów i skał metamorficznych.
Nazwa pochodzi od gr. mikros = mały oraz klinein = nachylać (schylać się, upadać); nazwa nawiązuje do kąta między płaszczyznami łupliwości w tym minerale (jest mniejszy od 90°).

## Charakterystyka

### Właściwości
Tworzy kryształy wrosłe i narosłe o różnej wielkości i pokroju słupkowym, tabliczkowym. Składa się z trójskośnych zbliźniaczonych domen, które widać w skali mikroskopowej. Zbliźniaczenia w nim obserwowane to kratka mikroklinowa, która jest efektem kombinacji zbliźniaczeń albitowych i peryklinowych krzyżujących się pod kątem prostym. Występuje w skupieniach ziarnistych lub zbitych. Najładniejsze kryształy tworzą się w druzach pegmatytów i dochodzą do kilkunastu centymetrów, ale wyjątkowo mogą osiągać rozmiary nawet do kilku metrów. W Norwegii znaleziono kryształy ważące tysiące ton (największe, znane na Ziemi).
Jest kruchy, przezroczysty, z kwarcem tworzy przerosty pismowe – tzw. granit pismowy.

### Występowanie
Minerał kwaśnych skał magmowych, głębinowych (granitów, syenitów, granodiorytów), także pegmatytów oraz skał metamorficznych. Amazonit spotykany jest w druzach pegmatytów granitowych. Mikroklin występuje również w skałach osadowych (arkozy).
Miejsca występowania:
- Na świecie: Włochy – Sardynia, Cala Francese, Niemcy – Hagendorf, Epprechstein, Norwegia – Iveland, Tysfjord, Finlandia – Katiala, Rosja – Ural, Ukraina – Wołyń, USA, Meksyk, Brazylia.

- W Polsce: okolice Strzegomia na Dolnym Śląsku, w Karkonoszach, Górach Izerskich.

### Zastosowanie
- znajduje zastosowanie w przemyśle ceramicznym i szklarskim,
- ma znaczenie kolekcjonerskie,
- ma znaczenie naukowe,
- bywa używany jako kamień ozdobny.